# Vikanje
Víkanje pomeni uporabo druge osebe množine moškega spola v govoru z eno osebo.

## Izvor
Spoštljivo ogovarjanje v obliki vikanja je primerljivo z drugimi evropskimi jeziki, kar ni presenetljivo, saj naj bi se vikanje sprva pojavilo v francoščini ter se od tam preneslo s trgovanjem, diplomacijo in drugimi jezikovnimi stiki v druge jezike.

## Sprememba v slovničnem številu/osebi
V slovenščini se pri običajnem vikanju namesto 2. osebe ednine (ti) uporablja 2. oseba množine (vi), kot velja za francoščino. V nemščini je prišlo poleg spremembe slovničnega števila tudi do spremembe slovnične osebe (Sie namesto du – podobno kot pri slovenskem onikanju). Španščina in italijanščina, na primer, pa pri spoštljivem ogovarjanju namesto 2. osebe ednine uporabljata 3. osebo ednine. V nekaterih jezikih se v vsakdanji rabi vikanje opušča, na primer v švedščini, in se tudi v formalnem ogovarjanju uporablja druga oseba ednine.

## Vikanje v slovenščini
V slovenščini velja za formalno obliko naslavljanja vikanje, pri čemer nekateri zapisujejo zaimek vi z veliko začetnico (tudi v neimenovalniških sklonih ter svojilni zaimek vaš).
Pri vljudnostnem naslavljanju dveh oseb se uporablja bodisi druga oseba množine (Boste prišli?) bodisi druga oseba dvojine (Bosta prišla? oz. Bosta prišli?).

### Druge oblike naslavljanja
V govoru razširjena oblika naslavljanja je tudi polvikanje, pri katerem je naslovljena oseba izražena z množinsko obliko, pridevniško povedkovo določilo pa ostane v ednini. Ta oblika razkriva spol ogovorjenega, uporablja pa se v manj formalnih govornih situacijah. Primer: Zakaj pa niste prišla? Poleg omenjenega pogovornega polvikanja pa obstaja tudi onikanje, ki je sicer zastarelo in se v današnjem govoru rabi le še redko. Gre za uporabo tretje osebe množine, podobno kot v nemščini – ni raziskano, ali gre za jezikovno prvino, ki jo je slovenščina zares prevzela iz nemščine ali gre za samostojen izum. Onikanje je (bilo) v rabi v neposrednem in tudi v posrednem ogovoru (oz. govorjenjem o odsotni osebi).